# Coupe COSAFA 1998
Navigation
Édition précédente Édition suivante
La Coupe COSAFA 1998 est la deuxième édition de cette compétition organisée par la COSAFA. Elle est remportée par la Zambie.

## Tour de qualification
| Swaziland | 0 - 1 | Angola |

| Botswana | 1 - 2 | Mozambique |

| Namibie | 3 - 2 | Afrique du Sud |

| Lesotho | 0 - 2 | Zimbabwe |

| Malawi | 0 - 1 | Zambie |

## Phase finale
| Rang | Équipe     | Pts | J | G | N | P | Bp | Bc | Diff |
| ---- | ---------- | --- | - | - | - | - | -- | -- | ---- |
| 1    | Zambie     | 8   | 4 | 2 | 2 | 0 | 4  | 2  | +2   |
| 2    | Zimbabwe   | 6   | 4 | 2 | 0 | 2 | 8  | 5  | +3   |
| 3    | Angola     | 6   | 4 | 1 | 3 | 0 | 5  | 4  | +1   |
| 4    | Namibie    | 5   | 4 | 1 | 2 | 1 | 6  | 8  | -2   |
| 5    | Mozambique | 1   | 4 | 0 | 1 | 3 | 2  | 6  | -4   |

| Vainqueur de la Coupe COSAFA 1998: Zambie Deuxième titre |